# قرار مجلس الأمن التابع للأمم المتحدة رقم 1829
قرار مجلس الأمن التابع للأمم المتحدة رقم 1829 المتخذ بالإجماع في 4 أغسطس 2008.

## القرار
طلب مجلس الأمن من الأمين العام إنشاء مكتب لبناء السلام في سيراليون لمدة 12 شهرًا تبدأ في 1 تشرين الأول / أكتوبر 2008، عقب انتهاء ولاية مكتب الأمم المتحدة المتكامل في سيراليون (UNIOSIL) في 30 أيلول / سبتمبر.
بناءً على طلب المجلس في القرار 1829 (2008)، الذي اتخذه بالإجماع، ستُعرف الهيئة الجديدة رسميًا باسم مكتب الأمم المتحدة المتكامل لبناء السلام في سيراليون (UNIPSIL) وستركز على جهود الحكومة وتدعمها في: تحديد وحل التوترات والتهديدات للنزاع المحتمل؛ مراقبة وتعزيز حقوق الإنسان والمؤسسات الديمقراطية وسيادة القانون؛ ترسيخ إصلاحات الحكم الرشيد؛ ودعم الجهود نحو اللامركزية ومراجعة دستور عام 1991 وسن التشريعات ذات الصلة.
وكان المجلس يتصرف بناء على التوصيات الواردة في تقرير الأمين العام لشهر نيسان (أبريل) (الوثيقة S / 2008/281)، والذي ينص على أن الالتزام المستمر من الأمم المتحدة سيظل مطلوبا في سيراليون بعد انسحاب مكتب الأمم المتحدة المتكامل في سيراليون في أيلول / سبتمبر. إن إنشاء مكتب بناء السلام التابع للأمم المتحدة للتصدي بشكل شامل للتحديات السياسية والاقتصادية وتحديات بناء السلام التي يواجهها البلد سيكون قناة مهمة لمواصلة الدعم الدولي لتوطيد السلام.
بموجب أحكام القرار المتخذ، شجع المجلس التنسيق الوثيق مع لجنة بناء السلام وحدد الحاجة إلى دعم تنفيذ إطار التعاون لبناء السلام والمشاريع المدعومة من خلال صندوق بناء السلام.

## روابط خارجية
- نص القرار في undocs.org